# Abbaye Notre-Dame de Nanteuil
L'abbaye Notre-Dame de Nanteuil, ruinée, est située sur le territoire de la commune de Nanteuil-en-Vallée, dans le département de la Charente (région Nouvelle-Aquitaine).

## Histoire de l'abbaye

### Fondation
La fondation de cette abbaye bénédictine à l'époque carolingienne fut longtemps attribuée par confusion à Charlemagne, alors qu'elle revient plutôt à son petit-fils Charles le Chauve, dans les années 850.
Selon les anciennes chartes de l'abbaye, à l'endroit où l'Argentor, venant de Champagne-Mouton, décrit une courbe, s'élevaient, dès les premiers temps de l'ère chrétienne, un petit oratoire fondé, croit-on, par saint Martial.

### Évolution du statut
Les moines bénédictins viennent donc s'installer à Nanteuil ; mais ce premier établissement est de courte durée. Au début du Xe siècle les Vikings envahissent la contrée, la mettent au pillage et ne laissent derrière eux que des ruines.
L'abbaye de Nanteuil subit le sort de celles de Charroux puis de Saint-Cybard et est ruinée de fond en comble.
Elle est relevée de ses ruines vers la fin du Xe siècle par un personnage que les Chroniques de Nanteuil nomment Guillaume le noble, et qui pourrait être le comte d'Angoulême, Guillaume Taillefer, ou un seigneur de Ruffec.
L'archevêque de Bordeaux soumet la nouvelle abbaye à l'abbaye Saint-Cyprien de Poitiers, et décide qu'aucun abbé n'y sera élu sans son approbation et celle de l'abbé de Saint-Cyprien.
L'abbaye de Nanteuil prend alors rapidement une grande importance et sa renommée s'étend si bien dans les diocèses voisins, qu'en moins de douze ans, quatre de ses membres sont appelés à s'asseoir sur des sièges épiscopaux.
Lorsque Robert d'Arbrissel veut fonder le monastère de Tusson, il doit lutter contre l'abbé de Nanteuil, Gauthier, à propos d'une ancienne chapelle dont l'abbaye revendique la possession.
Un premier édifice roman fut élevé autour de 1050. Mais dès la fin du XIe siècle il est remplacé par une vaste église.
Les XIIe et XIIIe siècles sont les périodes les plus florissantes de l'abbaye; de nombreuses donations viennent accroître ses domaines. Cet intérêt pour l'abbaye était suscité par une importante collection de reliques, à l'origine de la construction de l'imposante salle du Trésor encore conservée aujourd'hui.
Dès le début du XIIIe siècle, Hyrvoix, seigneur de Ruffec, avec l'assentiment de sa femme, Poqueria, reconnaît aux moines tous droits de juridiction sur le territoire de Nanteuil et leur abandonne ce qu'il peut encore posséder sur ce même territoire.
En 1304, l'abbaye de Nanteuil reçoit la visite de Bertrand de Got, archevêque de Bordeaux. Moins d'un an plus tard, ayant été élu pape sous le nom de Clément V, il met l'abbaye sous la protection spéciale du Saint-Siège.
L'abbaye est sur le chemin de Saint-Jacques-de-Compostelle qui passe en Charente par Tusson, Saint-Amant-de-Boixe, Angoulême, Mouthiers, Puypéroux, Aubeterre.

### Guerres, pillages et destructions
La guerre de Cent Ans ne tarde pas à répandre sur la France la terreur et les ruines. Afin d'être à l'abri d'un coup de main, les moines font entourer l'abbaye et le bourg de Nanteuil par des murailles, et improvisent des milices devant faire le guet nuit et jour.
Malgré ces précautions, l'abbaye est en premier lieu incendiée par des Anglo-Normands et, quelque temps après, pillée par des Anglo-Gascons. Les destructions sont considérables. Dix-huit cloches sont perdues, ainsi que l'ensemble des reliques et objets précieux destinés au culte.
Une fois la paix rétablie, il faut songer à relever, une nouvelle fois, l'abbaye de ses ruines. Ce soin est confié à l'abbé Aymery Texier, ancien curé de l'église Saint-André de Ruffec.
Après avoir réuni les moines qui se sont dispersés, il réunit à la mense conventuelle le prieuré de Saint-Martin de Salles, et obtient des titulaires des autres prieurés dépendant de l'abbaye, l'abandon d'une part de leurs revenus.
En 1492, il est remplacé par Nicolas Ymbault qui achève la restauration du monastère.
En 1530, la mise en commende de l'abbaye vient compromettre à jamais sa prospérité.

### Perte temporaire de fonction religieuse
Au XVIIe siècle, il n'y a plus dans l'abbaye que les titulaires des offices claustraux, qui sont recrutés le plus souvent dans les familles locales, et ne mènent plus la vie commune.
Au XVIIIe siècle la décadence est complète et, le 10 novembre 1770, l'évêque de Poitiers supprime définitivement l'abbaye de Nanteuil, dont les biens et revenus sont unis au séminaire de Poitiers. Ces biens étaient, disait-on, destinés à fonder un collège catholique à Ruffec.

### Restauration
L'abbaye est achetée dans les années 1980 par le sculpteur Dominique Piéchaud qui la restaure intégralement.

## Architecture
L'église abbatiale de Nanteuil a été construite au XIIe siècle. C'était un édifice aux proportions immenses. La façade s'ouvrait au nord-ouest, devant la surface d'un rocher taillé à pic. Trois nefs précédaient un transept saillant et un chœur à déambulatoire et chapelles rayonnantes très étendus. Le style des chapiteaux permet de situer le chantier de la façade occidentale vers 1125-30. Certains des éléments sculptés romans sont conservés au musée d'Angoulême.

### Le Trésor de Nanteuil

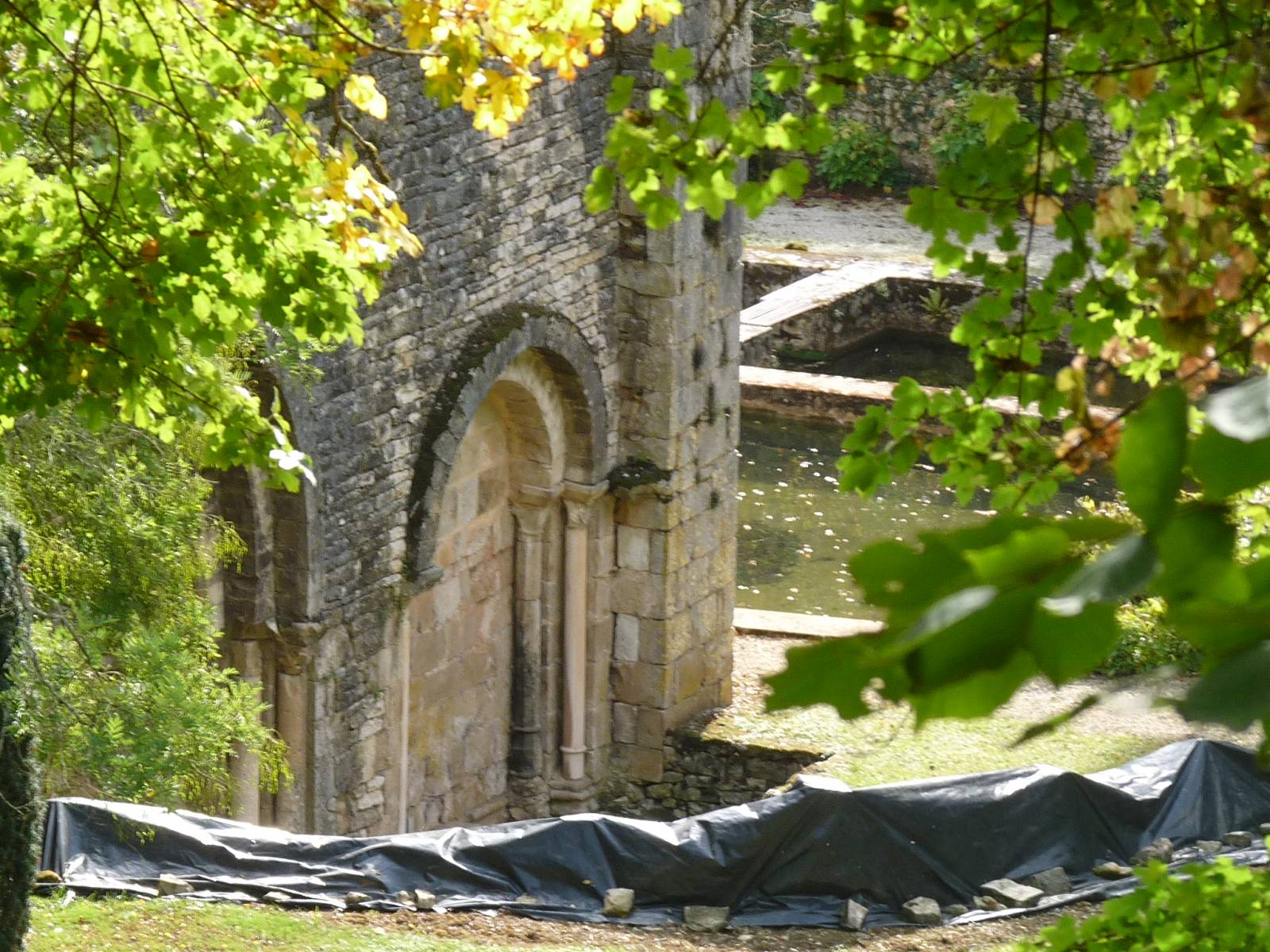
La tour et les bassins.

Au sud-est de l'abside, on voit encore une tour carrée, ornée sur chaque face de trois hautes arcatures, dont les doubles archivoltes reposent sur des colonnes groupées et appuyées sur des pilastres extrêmement élancés. On appelle ce petit monument le Trésor de Nanteuil. On peut penser qu'il servait de chartrier et de dépôt pour les objets précieux.
Après l'incendie et le pillage par les bandes anglaises, le Trésor était resté vide. On déposa alors dans la salle basse les ossements exhumés pendant les déblaiements exécutés dans les ruines et, cette partie de l'abbaye fut appelée le Charnier.
Restauré dans les années 1950 par l'État, le Trésor est désormais visitable durant l'été.

### Le clocher
L'église était surmontée de plusieurs tours aux flèches élancées, dont la dernière, démolie seulement vers 1830, contenait encore six cloches.

### Les bâtiments monastiques
Les bâtiments conventuels entouraient l'église, ainsi que le cloître qui s'appuyait au mur sud de la nef. Enfin les communs et servitudes s'étendaient au sud, en dehors de l'enceinte claustrale.
De tout cela, il ne reste que la porte ouest de l'abbatiale, flanquée de deux chapiteaux romans, le Trésor, et une partie fort intéressante des servitudes. Toutefois, le plan d'ensemble est encore reconnaissable.

Vestiges de l'abbaye
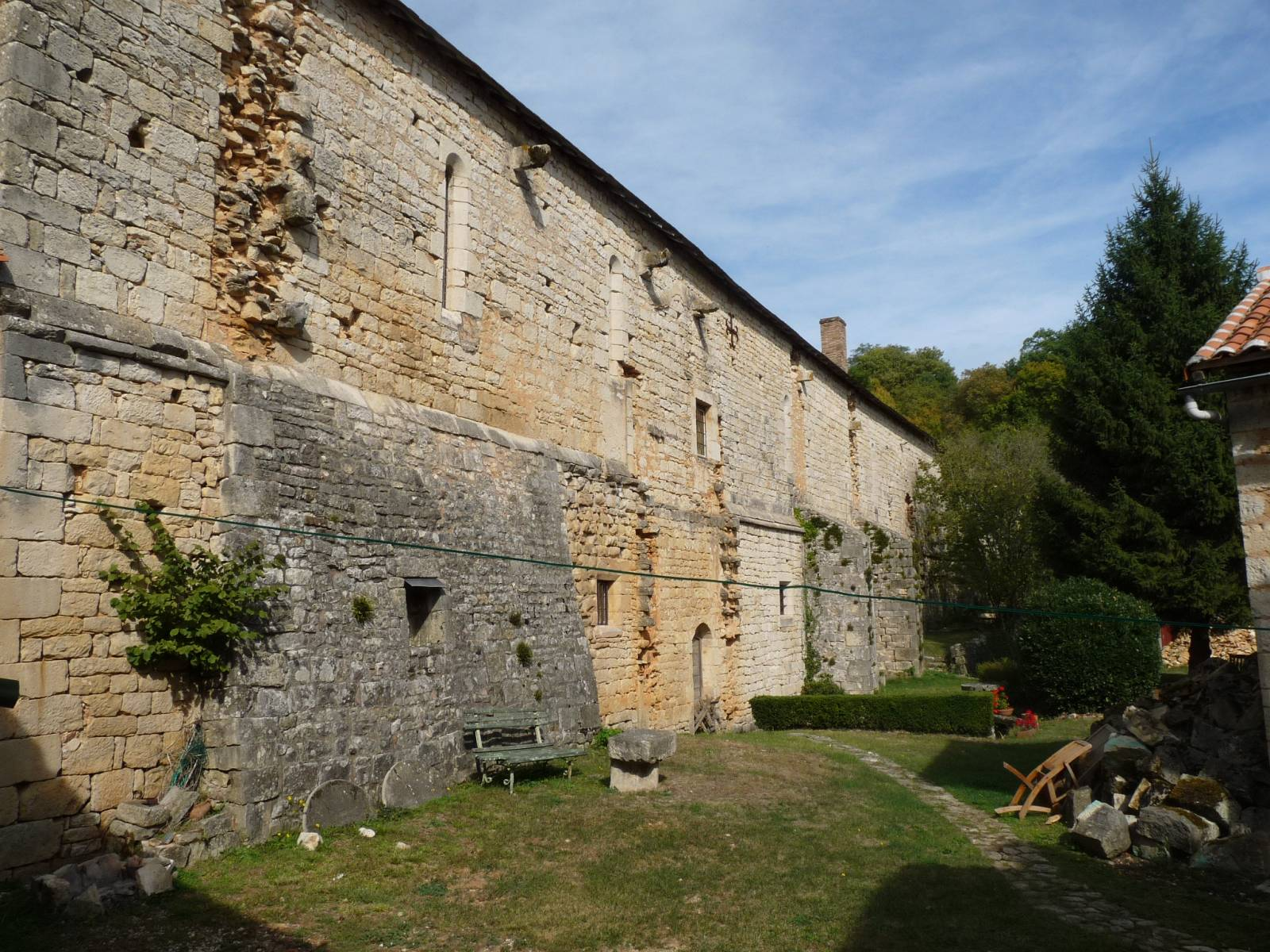
Mur sud.
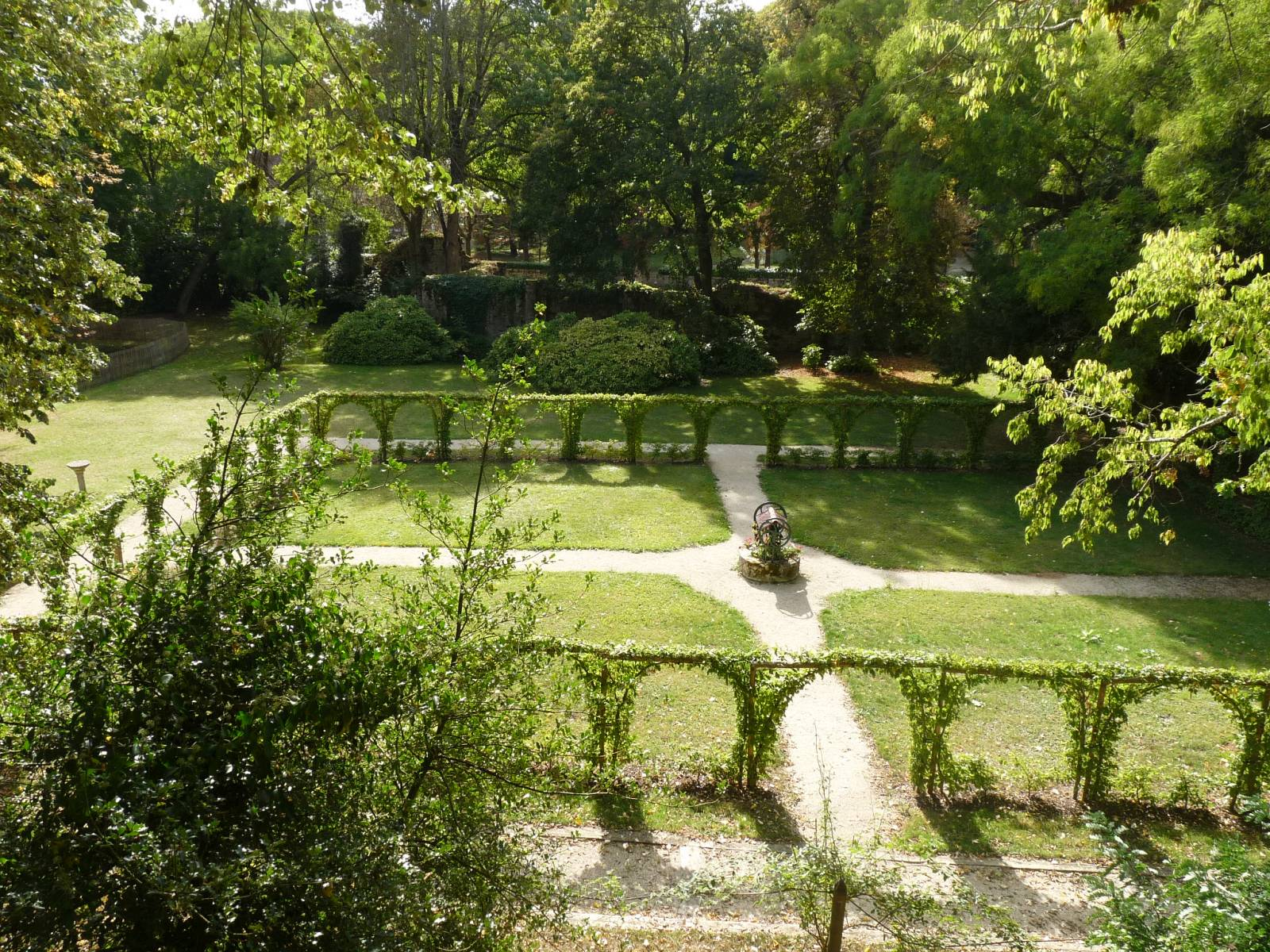
Salle capitulaire, vue de l'est.
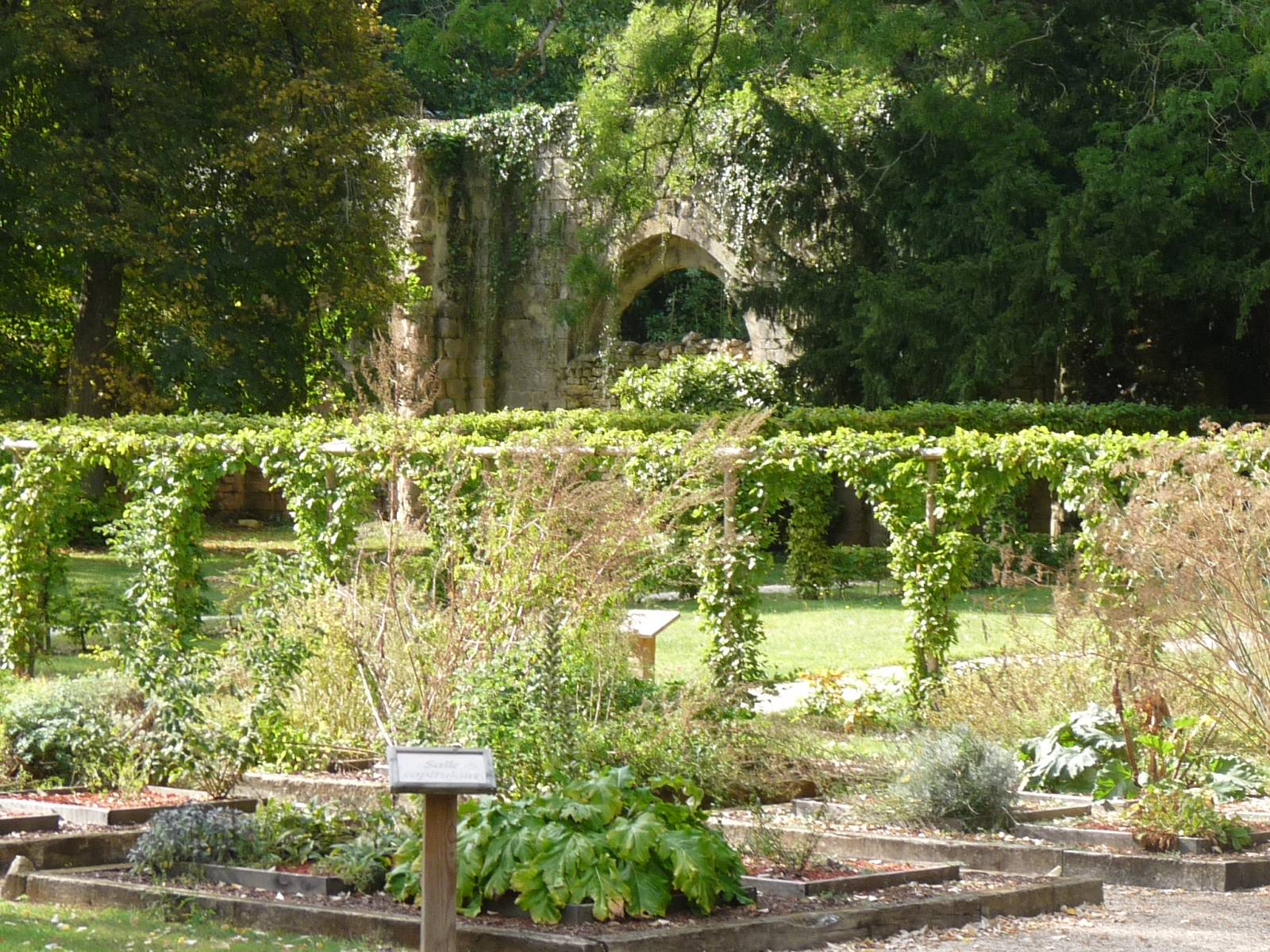
Salle capitulaire, vue vers le nord.
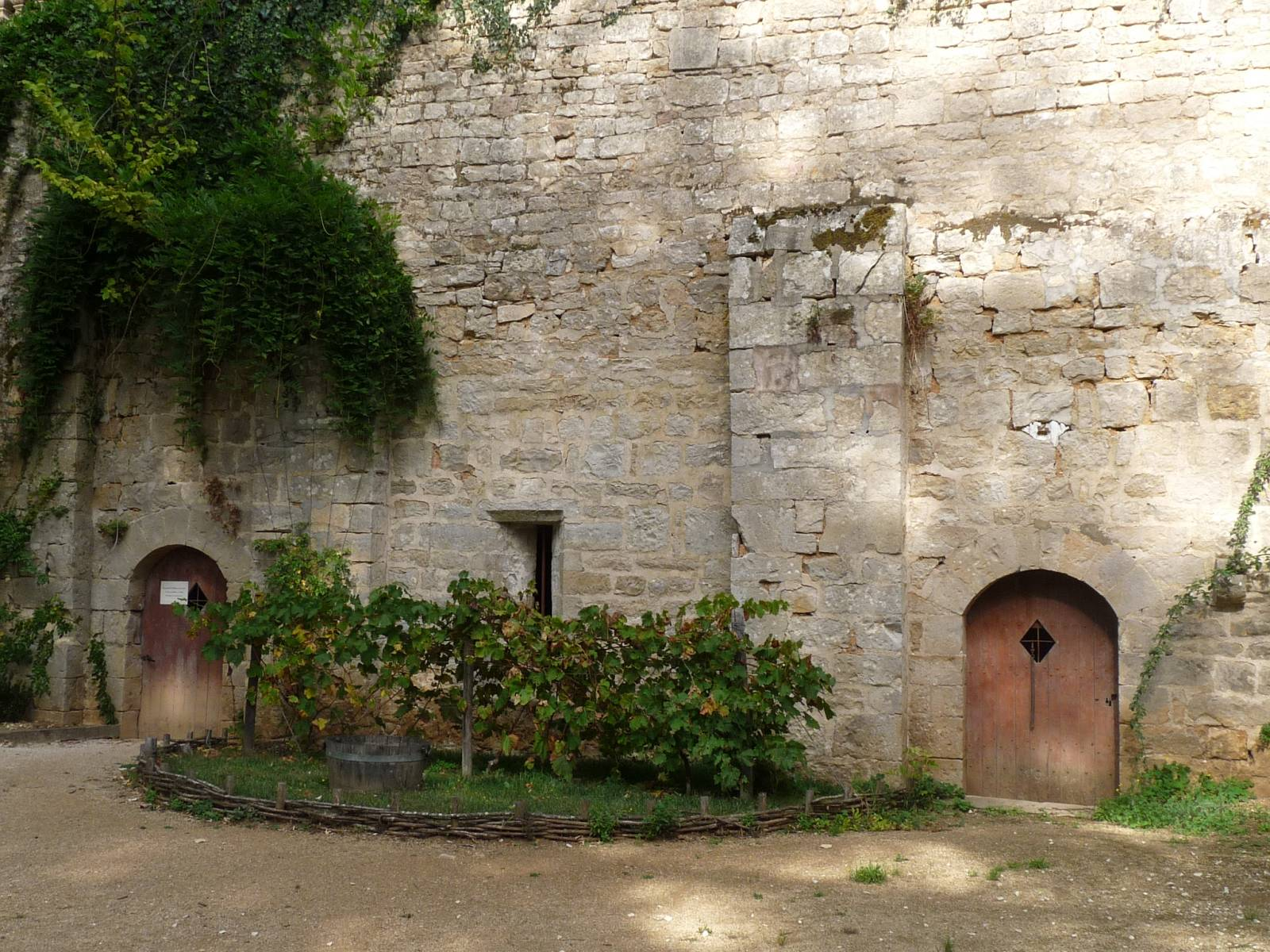
Mur est et caves de la salle capitulaire.
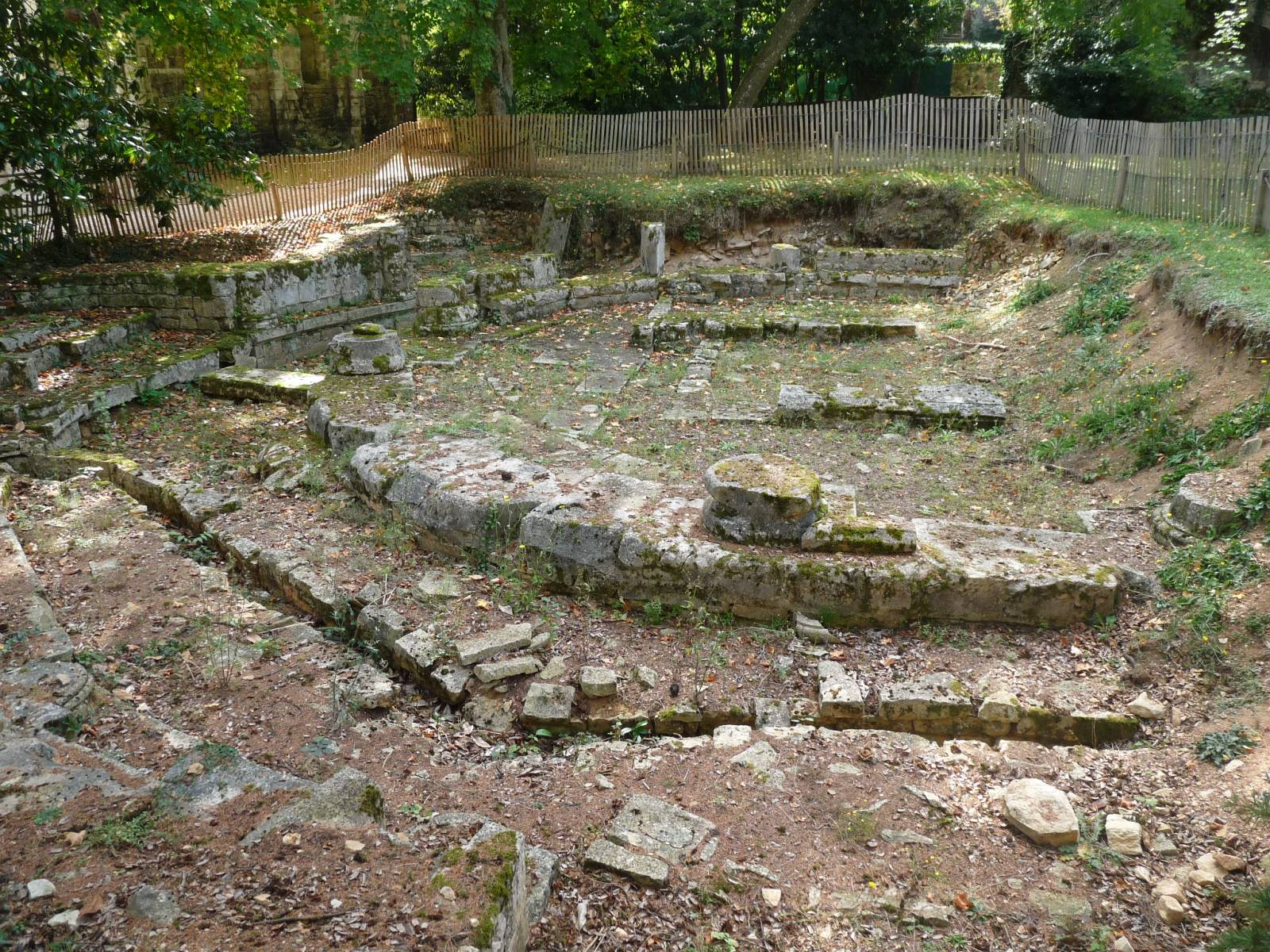

### Les sculptures

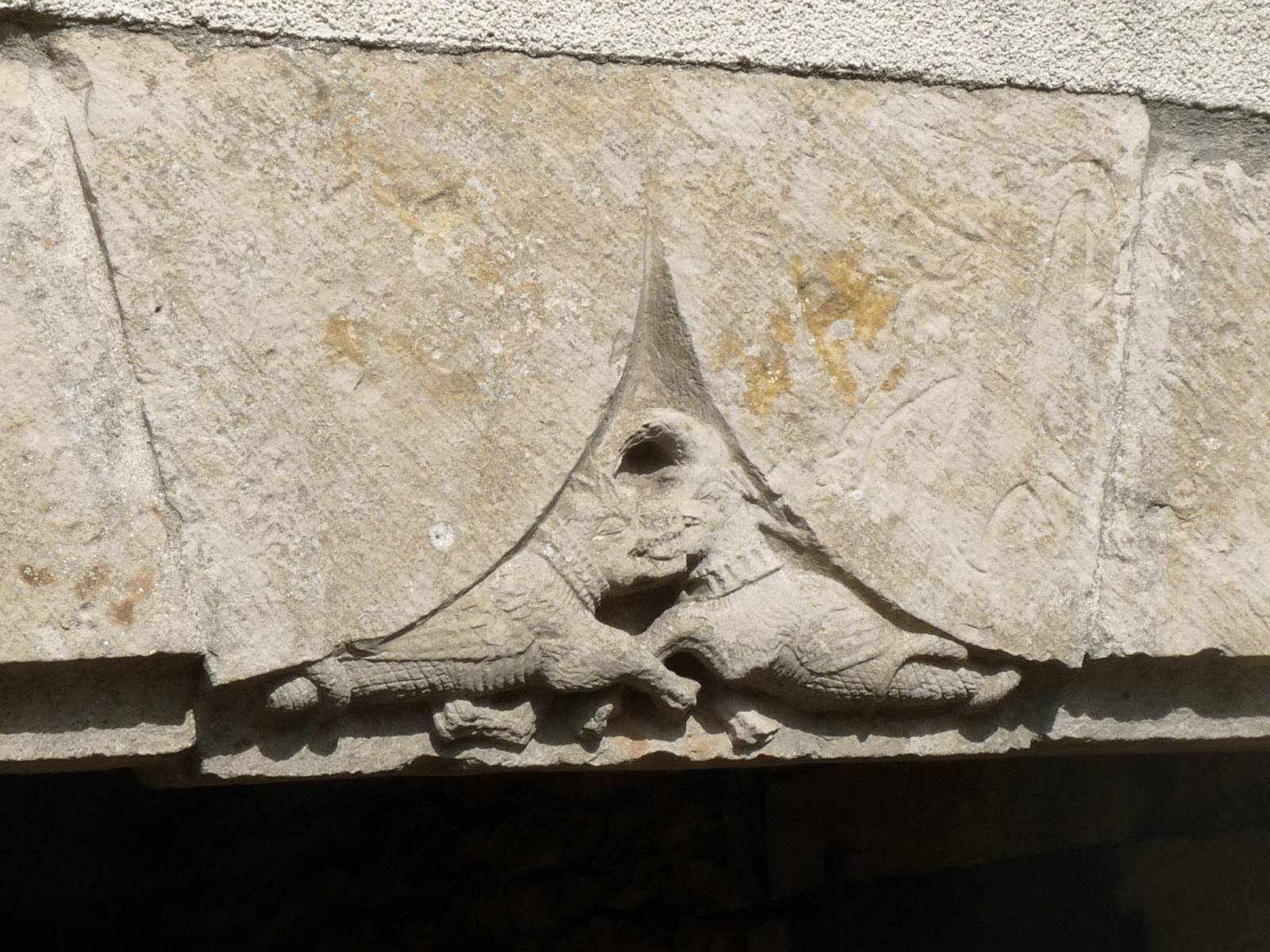
Sculpture sur le linteau d'un passage en haut du bourg.

De nombreux débris de sculptures, provenant de l'église abbatiale, se retrouvent dans les murailles des maisons du bourg; en premier lieu, on peut citer un curieux chapiteau du XIIe siècle, conservé dans le jardin de la cure.
Quelques chapiteaux gothiques du cloître subsistent encore sur place. Les très beaux tympans de la porte de la salle capitulaire sont aujourd'hui conservés au musée archéologique de Poitiers. D'autres fragments, dont un tympan du portail occidental, se trouvent au musée des Beaux-Arts d'Angoulême.